# لاتین پسین
لاتین پسین (به لاتین: Latinitas serior) نام علمی لاتین رایج در دوران باستان پسین است. دوره رواج لاتین پسین را از سده ۳ تا ۶ میلادی می‌دانند. البته گونه‌ای از آن تا سده ۷ در شبه‌جزیره ایبری رواج داشت. این دوره از لاتین را میان دوره‌های لاتین کلاسیک و لاتین قرون وسطی می‌دانند. در مورد زمان دقیق پایان لاتین کلاسیک یا شروع لاتین قرون وسطی اتفاق نظر علمی وجود ندارد. با این حال، آثار لاتین پسین با داشتن ویژگی‌هایی قابل شناسایی هستند.